# Lee Rose
Pour les articles homonymes, voir Rose.
Lee Rose est une réalisatrice, productrice et scénariste américaine.

## Filmographie

### Réalisatrice
- 2013 : Played (série télévisée)
- 2013 : The Fosters (série télévisée)
- 2013 : Beauty and the Beast (série télévisée)
- 2012 : The Firm (série télévisée)
- 2012 : Jessica King (King) (série télévisée)
- 2012 : Un goût de romance (A Taste of Romance) (téléfilm)
- 2011 - 2013 : Lost Girl (série télévisée)
- 2011 - 2012 : The Glades (série télévisée)
- 2011 : US Marshals : Protection de témoins (In Plain Sight) (série télévisée)
- 2011 : XIII: The Series (série télévisée)
- 2010 - 2013 : Les Mystères de Haven (série télévisée)
- 2010 - 2011 : Greek (série télévisée)
- 2008 : Cashmere Mafia (série télévisée)
- 2007 - 2009 : Retour à Lincoln Heights (Lincoln Heights) (série télévisée)
- 2005 - 2006 : Related (série télévisée)
- 2005 : Weeds (série télévisée)
- 2004 : Soul Food : Les Liens du sang (série télévisée)
- 2004 : Jack (téléfilm)
- 2003 : Un amour inattendu (An Unexpected Love) (téléfilm)
- 2001 : What Girls Learn (téléfilm)
- 2001 : Affaires de femmes (A Girl Thing) (téléfilm)
- 2000 : Le Secret de Jane (The Truth about Jane) (téléfilm)
- 1998 : The Color of Courage (téléfilm)

### Productrice
- 2014 : Dear Viola (téléfilm)
- 2005 - 2006 : Related (série télévisée)
- 2003 : Un amour inattendu (An Unexpected Love) (téléfilm)
- 2001 : Affaires de femmes (A Girl Thing) (téléfilm)
- 2000 : Navigating the Heart (téléfilm)
- 1998 : The Color of Courage (téléfilm)
- 1998 : Trop tard pour être mère ? (An Unexpected Life) (téléfilm)
- 1996 : An Unexpected Family (téléfilm)
- 1995 : A Mother's Prayer (téléfilm)
- 1994 : Deconstructing Sarah (téléfilm)
- 1993 : It's Nothing Personal (téléfilm)

### Scénariste
- 2014 : Dear Viola (téléfilm)
- 2003 : Un amour inattendu (An Unexpected Love) (téléfilm)
- 2001 : Affaires de femmes (A Girl Thing) (téléfilm)
- 2000 : Le Secret de Jane (The Truth about Jane) (téléfilm)
- 1998 : Trop tard pour être mère ? (An Unexpected Life) (téléfilm)
- 1996 : An Unexpected Family (téléfilm)
- 1995 : A Mother's Prayer (téléfilm)
- 1994 : Deconstructing Sarah (téléfilm)
- 1993 : It's Nothing Personal (téléfilm)